# Larentia horismeata
Larentia horismeata là một loài bướm đêm trong họ Geometridae.